# Santo Tomé
Santo Tomé és un municipi de la província de Jaén de 2.344 habitants situat a la vall de l'alt Guadalquivir, en la comarca de Sierra de Cazorla. El seu gentilici és tomeseño o tometense.

## Economia
Municipi principalment agrícola, la seva major font d'ingressos prové principalment de l'olivera, elaborant un oli d'oliva d'alta qualitat, la denominació de la qual d'origen és Sierra de Cazorla i predominant l'oliva de varietat picual. En menor mida altra part dels ingressos procedents de l'agricultura són de cereals i hortalisses, a causa de la seva privilegiada ubicació en les fèrtils valls dels rius Guadalquivir i Cerezuelo.
Igualment, el cultiu de l'espàrrec s'està fent freqüent en la vega del Guadalquivir. Se situa a les portes de la Sierra de Cazorla i comença a donar fruits el pla de conservació de massos i cases típiques per al desenvolupament del turisme rural.

## Història
La batalla de Bècula, a l'actual Santo Tomé fou un enfrontament armat que va tenir lloc l'any 208 aC, durant la Segona Guerra Púnica, entre l'exèrcit cartaginès, sota el comandament d'Hasdrúbal Barca i l'exèrcit romà, sota les ordres de Publi Corneli Escipió, l'Africà. La batalla fou el primer enfrontament a gran escala d'Escipió contra els cartaginesos, després que hagués pres el comandament del contingent romà a la península Ibèrica.